# BOOM TOWN
BOOM TOWN（ブームタウン）は、1997年4月1日から2010年9月30日までJ-WAVEで放送されていたラジオ番組。

## 概要
主に女性を対象とした生活情報を中心としたトークと音楽とで構成される番組であった。2000年4月のナビゲーター交代並びに放送時間短縮を機に、コンセプトはそのままに、コーナーや内包番組等内容を大幅にリニューアルした。
タイムテーブル上の放送開始は9時とされているが、クリスが前の時間帯のJ-WAVE GOOD MORNING TOKYOのナビゲーターである別所哲也（2006年9月まではジョン・カビラ）と喋りながら番組を繋いでいくクロストークをしているため、定刻どおりに番組が始まることはあまりなかった。
長い間、同時間帯に放送中のNACK5のNACK WITH YOUとは激しい聴取率1位争いを展開していたが、2009年3月26日にNACK WITH YOUが放送終了。聴取率争いにピリオドを打った。（共に同時期に放送を開始して10年以上続く長寿番組となっていた。）

## 放送時間
| 期間       | 期間       | 放送時間（JST）                    |
| ---------- | ---------- | ---------------------------------- |
| 1997.04.01 | 1998.03.31 | 月曜 - 金曜 09:30 - 12:00（150分） |
| 1998.04.01 | 2000.03.31 | 月曜 - 金曜 09:00 - 12:00（180分） |
| 2000.04.03 | 2008.03.28 | 月曜 - 金曜 09:00 - 11:30（150分） |
| 2008.03.31 | 2010.09.30 | 月曜 - 木曜 09:00 - 11:30（150分） |

## ナビゲーター
| 期間      | 期間      | 月曜 - 木曜 | 金曜         |
| --------- | --------- | ----------- | ------------ |
| 1997.4.1  | 1998.3.27 | 海老原由佳  | 永井美奈子   |
| 1998.3.30 | 2000.3.31 | 海老原由佳  | 海老原由佳   |
| 2000.4.3  | 2008.3.28 | クリス智子  | クリス智子   |
| 2008.3.31 | 2010.9.30 | クリス智子  | （放送なし） |

クリスが休暇の時は、望月理恵（2007年10月22日-10月26日）やみんしる（2007年10月29日-11月2日）などが代役として出演していた。

## 主なコーナー
番組終了時点
- 9:15 - STARMAN

占星術家鏡リュウジが監修する占いのコーナー。誕生星座別に運勢を占う、という形式ではなく、その日全体の雰囲気を星の動きから読み解き伝える、という形式を取っている。鏡の言葉を伝える役として「スターマン」というキャラクター（番組内では明かしていないが、声優の太田真一郎がこの役をしている）が登場する。なお「MOTHER」のキャラクター「スターマン」とは無関係。（2007年4月より、STARMANとKEY OF LIFEのコーナーの時間帯が入れ替えとなった。）
- 9:30 - TEPCO KEY OF LIFE

その日にまつわるキーワードをひとつ取り上げて掘り下げる。
- 9:45 - Sounds Green

「アコースティック」「リラックス」などをキーワードに番組から推薦する楽曲を紹介する。番組発のイベントとしてコンサートを行うこともある。2008年3月までの金曜日は「Sounds Green with Lingkaran」として雑誌「Lingkaran」から注目記事を紹介する。
- 10:15 - Blendy HEART STRINGS

「Relax Your Mind」をキーワードに、音楽とテキスト朗読でイメージの世界（実在の場所がテーマになることが多い）へ誘う。後番組I A.M.にも引き継がれている。
- 10:40 - FACE TO FACE

各界で活躍するゲスト（週替わり）を招いて、その人のライフヒストリーと将来の夢を聞く。2009年3月までは「TOYOTA Drive Your Dreams LIVE THE LIFE」として放送されていた。
- 11:00過ぎ - ゲストコーナーが設けられることがある。
- 11:10 - 7-ELEVEN DAILY DELI

「食」に関する情報を伝える、健康と食について管理栄養士のアドバイスを伝える「CHECK YOUR HEALTH」の他、全国の名産を取り寄せて試食しその生産者に話を聞いたり、首都圏のレストランなどの情報を伝える。

### 過去のコーナー
- Mind Scope （2000年3月まで、10:30-10:40）

心理学者富田隆による心理テスト。4択形式で質問が出されていた。このコーナーが終了後Starmanのコーナーがスタート。
- Body Movin（2000年4月-9月、10:30-10:40）

つぼを紹介するコーナー。
- Something New（2001年3月まで、10:10-10:20）

グッズハンター清水正人による新しいアイテムの紹介。海老原担当期からクリス担当期まで継続して設けられていた。
- JAVA TEA (SUNSTAR) Hearty Party （1999年4月-2000年3月、11:30-11:40）

食を話題とするコーナー。このコーナーが終了後Daily Deliのコーナーがスタート。
- Orange Trax （2000年4月-2001年3月、9:40-9:55）

ノンストップミュージックゾーン。
- Check The HOT 100 （2000年3月まで、11:10-11:20）（2000年4月-2004年9月、10:10-10:20）

TOKIO HOT 100の最新チャートの紹介。のちにVIVA! ACCESS→M+(MUSIC PLUS)内での放送となったが、現在は再びI A.M.→POP UP!→STEP ONEにて同時間帯での放送となっている。当時は、クリス・ペプラーではなくナビゲーターによる紹介であった。
- TOYOTA Drive Your Dreams LIVE THE LIFE　(2000年10月-2005年3月　10:30-10:40、2005年4月-2009年3月　10:40-10:50)

週替わりゲストコーナー。